# Cyclogomphus heterostylus
Cyclogomphus heterostylus – gatunek ważki z rodziny gadziogłówkowatych (Gomphidae).